# مرکز بالینی کراگوئواچ
مرکز بالینی کراگوئواچ (به صربی: Clinical Centre of Kragujevac) یک بیمارستان در صربستان است که در کراگویواتس واقع شده‌است.